# Aloe kamnelii
Aloe kamnelii är en grästrädsväxtart som beskrevs av Van Jaarsv. Aloe kamnelii ingår i släktet Aloe och familjen grästrädsväxter. Inga underarter finns listade i Catalogue of Life.